# Франсишку Марту
Святий Франсиску дже Жезуз Марту (Francisco Marto, Алжуштрел, Фатіма, 11 червня 1908 — Оурем, 4 квітня 1919) — один із трьох маленьких вівчарів, які бачили Нашу Пані, на Кові да Ірії, у Фатімі, між 13 травня та 13 жовтня 1917 року. Рідний брат св. Жасінти Марту, кузен Лусії душ Сантуш.

## Біографія
Франсиску народився у багатодітній родині у селі Фатіма. Його батьки, бідні селяни, були побожними людьми.
Життя хлопчика не відрізнялося від життя інших селянських дітей, аж поки в кінці весни або на початку літа 1916 року він разом з своїми сестрами - Жасінтою та Лусією побачили потужне явлення Ангела Миру, який закликав дітей до особливої молитви покаяння, яка може привести до закінчення війни. Крім того, під час третього та останнього Об'явлення, Франсиску скуштував з Чаші, яку тримав у руках Ангел, що означало долучення до страждань. 
13 травня 1917 року, під час випасу овець, Франсиску разом з двома іншими дітьми побачив сяючу Пані, яка звернулася до дітей, закликала їх до молитви та сказала приходити на це місце 13 числа кожного місяця. Упродовж шести місяців діти бачили об'явлення Діви Марії в яких мали видіння пекла, Небес, пророцтв щодо закінчення Першої світової війни та можливого початку ще більшої війни в майбутньому. У цей же час Франсиску разом з Жасінтою та Лусією, зазнав нерозуміння та тиску з боку дорослих, аж до арешту, звинувачень у брехні  та погроз.
Містичний досвід змінив характер хлопчика, він став більш серйозним, багато молився наодинці і відчував, що скоро відійде з цього світу.
Під час епідемії іспанського грипу Франсиску захворів і після декількох місяців хвороби помер 4 квітня 1919 року на наступний день після першого Причастя. Незадовго до смерті мав приватне видіння Богородиці.
Франсиску був беатифікований папою Іваном Павлом II 13 травня 2000 р. у святині Фатіми, і був канонізований папою Франциском там же, 13 травня 2017 року, з нагоди святкування Сторіччя Об'явлення Фатімського.
Він та його сестра Жасинта Марту є одними з перших дітей, що були оголошені святими Католицькою церквою не будучи мучениками.